# الرابطة النسائية للتوظيف الذاتي
تعني الرابطة النسائية للتوظيف الذاتي «الخدمة» وهي نقابة العمال ويقع مقرها في مدينة أحمد آباد. تعزز الهند حقوق ذوي الدخل المحدود، والنساء اللاتي يعملن بشكل مستقل. وبالرغم من أن عدد المُشاركات يفوق الـ 2 مليون، فإن الرابطة النسائية للتوظيف الذاتي في الهند تعد غير ربحية، وتعتبر من أكثر النقابات المؤثرة في الاقتصاد العالمي غير الرسمي. تعرف النساء العاملات لحسابهن الخاص بعدم تقاضيهن رواتبًا مثل النساء الموظفات رسميًا، وبالتالي يملكن دخلاً غير مستقر وحياة أكثر خطورة. يتمحور هدف الرابطة النسائية للتوظيف الذاتي حول مفهوم التوظيف الكامل بحيث تستطيع المرأة أن تؤمن لعائلتها الدخل، والطعام، والرعاية الصحية، ورعاية الطفل، وتوفير المأوى. إن المبادئ التي تقبع خلف هذه الأهداف هي من أجل النضال والتطوير، مما يعني التفاوض مع الجهات المعنية وتوفير الخدمات على التوالي. المرأة هي محل اهتمام نقابة العمال وموضوعهم الأساسي، لأن تاريخ الهند وثقافتها أخضع المرأة للدور الأبوي الذي يمنعها من الأمان الوظيفي الطبيعي. تأسست الرابطة في عام 1972، أسسها الزعيم غاندي ورئيسة الحقوق المدنية إيلا بهات وكانت كفرع من رابطة عمل المنسوجات التي أسسها غاندي في عام 1918, ونمت المنظمة بسرعة كبيرة ومن 000,30 عضو في عام 1996 إلى 318527 عضو في عام 2000، وإلى 1919676 عضو في عام 2013. يعتبر أسلوب المعاصرة مع كل هذه الزيادة المتنامية في عدد الأعضاء شكلا من أشكال التغيير في اقتصاد الهند ومجتمعه تحرير الاقتصاد لهدف المتجارة الخارجية في عام 1991 الذي تسبب في هجرات هائلة من سكان الريف إلى المدن الهندية، والتي بعد ذلك أجبرت سكان المناطق المدنية للعمل في مهن غير رسمية. منذ الأزمة المالية في عام 2008 وأكثر من 90٪ من السكان العاملين من الهند عملوا في القطاع غير الرسمي (شاكونتالا 2015) وأيضًا 94٪ من النساء العاملات في عام 2009 عملن في القطاع غير الرسمي (بهات 2009). ويساهم أيضا تاريخ الهند في استبداد النساء وثقافتها الحديثة في هذا التفاوت، لأن الأدوار التقليدية للجنسين تبعد النساء جانبًا عن الأمان الوظيفي الطبيعي.

### التاريخ

#### غاندي ونشأة رابطة عمل المنسوجات
نشأت الرابطة النسائية للتوظيف الذاتي عام 1972 بوصفها الجناح النسائي لجمعية عمل المنسوجات والتي أنشأها غاندي في عام 1918, وتقع الرابطة في مدينة أحمد آباد في الهند، المدينة التي لا يزال معبد غاندي قائم فيها، ولقد عملت على تسهيل الكثير من أعمال المهاتما غاندي. في عهد تأسيس الرابطة النسائية كان شباب مدينة أحمد آباد متحمسين للتفاعل مع ميسوري الحال بسبب إرث غاندي الذي تركه، ولقد أدت أساليب غاندي في التحريك الجماعي إلى تأسيس رابطة عمل المنسوجات وهي عبارة عن اتحاد العمال المعنية عمومًا بأعمال الغزل والنسيج في القطاع الرسمي. في حين أنه لم يُذكر صراحةً أن العمال أصحاب الدخل المنخفض في القطاع الرسمي هم في الأغلب من فئة الرجال لأن التقاليد الثقافية تضع الرجل في منطقة الأمان وفي مناصب أعلى. ولم يكن هناك نقابات تحمي الأفراد العاملين خارج القطاع الرسمي، واللاتي عادة ما يكنَّ من فئة النساء. وبما أن «إيلا بهات» محامية شابة تعمل لمنظمة عمل المنسوجات عام 1970 فإنها قد رأت هؤلاء النساء خارج مصانع النسيج، وأنشأت في الجناح النسائي للمنظمة قسم مخصص للنساء العاملات في الاقتصاد غير الرسمي. لقد كان التمييز الجنسي واضحًا في رابطة عمل المنسوجات حيث أن الأشخاص القائدين آنذاك كانوا من فئة الرجال في حين أن الرابطة النسائية كانت منضمة للمنظمة في ذلك الوقت. في عام 1981, قامت رابطة عمل المنسوجات بفصل الرابطة النسائية من منظمتها لدعم حقوق طبقة الداليت علنًا. وبالرغم من الخلاف بين رابطة عمل المنسوجات والرابطة النسائية، إلا أن تأثير المهاتما على الرابطة النسائية كان واضحًا، مثل مبدأ الحقيقة واللاعنف، والتكامل بين جميع الناس الذين يشكلون المنظمة لتصبح منظمة ناجحة. كل قرار يحرك هذه المنظمة يقبع خلفه كل من المفاهيم التالية: الساتيا (والتي تعني الحقيقة)، أهمسا (وتعني اللاعنف)، سيرفادهرما (وتعني دمج جميع الأديان، وجميع الناس) وخادى (انتشار العمالة المحلية والاعتماد على الذات) ولقد ساعدت كل هذه المفاهيم المهاتما غاندي في تنظيم ميسوري الحال في حركة الاستقلال الهندية.

#### إيلا بهات
في عام 1972, تحققت الرابطة النسائية عن طريق جماعة من النساء اللاتي عملن خارج مصانع المنسوجات وغيرها من مصادر الدخل الرسمية، وقد عملن بشكل مستقل بحيث لم يكونوا مستهدفات من رابطة عمل المنسوجات. أظهر استطلاع قريب فيما يتعلق بأعضاء الرابطة النسائية أن 97٪ يعيشون في أحياء فقيرة، و 93٪ منهم أميون، ومتوسط عدد ما يملك العضو الواحد من أطفال هو أربعة أطفال، وواحد من هؤلاء الثلاثة كان المعيل الأساسي لأسرته. إن أول أكبر مشروع قامت به الرابطة النسائية هو البنك التعاوني الذي أُسس في سنة 1974 لتقديم القروض لذوي الدخل المنخفض.
وخلف كل هذه الإنجازات كانت إيلا بهات هي المؤسسة الرئيسية للمنظمة، ولدت إيلا بهات في أحمد أباد في 7 سبتمبر عام 1933 لعائلة من طبقة البراهمة، وقد كانوا محامين، وكانت إيلا أيضًا محامية لجمعية عمل المنسوجات ابتداءً من أوائل عام 1950. وجدت بهات أن النساء الفقيرات في أحمد آباد لم تكنَ عاملات في المنازل فقط، بل اعتمدن على مختلف المشاريع المنزلية، مثل الباعة المتجولين وعمال البناء ولكن لم يُحتسبوا ضمن اقتصاد الهند. الأمر الذي لا يصدق أن 94% من النساء الهنديات عاملات لحسابهن الخاص عام 2009, ولقد استغرق الأمر لتشكيل أي نوع من اتحاد العمال الغير رسمي حتى سنة 1972.

### نموذج التنظيم
تجاوزت المنظمة كونها نقابة عمالية وكانت بالإضافة إلى ذلك نقطة التقاء الفقراء والنساء الهنديات اللاتي همشن عن صور الطبيعة الريفية وعُزلن في أحياء المدن الفقيرة. يقوم نموذج تنظيم الرابطة النسائية بجمع النساء من جميع الطبقات والفئات لتبادل خبرات الاستثمار في العمل. أظهر استطلاع أعضاء الرابطة النسائية أن النساء يحققن أهداف العمل الكامل والاعتماد على الذات من خلال اعتمادهن على العلاقات الشخصية المتبادلة، وهذا أثبت زيادة الإنتاجية أيضًا داخل المنظمة. تربط الرابطة النسائية أيضًا العاملين في المشاريع المتشابهة مع أكثر من 50 جمعية متعاونة، وتساهم الرابطة النسائية في كونها نموذجًا للمؤسسات الديموقراطية التصاعدية الناجحة من خلال تركيزهم على النموذج التنظيمي.

### الخطوات لتنظيم مثل هذا الاتحاد الكبير وردت كما يلي
1- تجنيد الأعضاء وتقييم احتياجات هذه المجموعة الفريدة.
2- تصنيف الأعضاء لمجموعات حسب المهنة، والعمل التعاوني، والمنطقة...الخ
3- تعزيز الزعامة أو القيادة بين المجموعات
4- تدريب القادة على ترويج برامج الرابطة النسائية إما محليا أو في مهنتهم نفسها
5- انتخاب أعضاء من الرابطة النسائية لأخذ مناصب في المجالس القيادية

### أدوات اقتصادية
أسست الرابطة النسائية مصرفها الخاص في عام 1974 وقد سمي باسم«بنك شري ماهيلا», أو «بنك الرابطة النسائية التعاوني» باعتباره وسيلة لتجنب البنوك الفاسدة، والمرابين، وغيرهم من السماسرة. يحدد أعضاء الرابطة كل ما يتعلق بشؤون البنك حيث أن الأعضاء المنظمين له هم المصرفيين وأعضاء مجلس الإدارة، ويحدد الأعضاء معدلات القروض والموارد المالية، وتتمحور فلسفة بنك الرابطة النسائية حول مفهوم الادخار ومفهوم ريادة الأعمال، وخصوصا إذا اخذنا بعين الاعتبار أن أعضاء الرابطة النسائية لديها ممخزون من الأموال في هذا البنك. وتمنح الرابطة النسائية القروض البسيطة أو التمويل البسيط لأعضائها عن طريق البنك الخاص بها، وقد اعتمده الكثيرين لزيادة الإنتاج الجزئي والكلي وذلك عن طريق منح القروض للأفراد لمتابعة العمل، وتمويل المنزل، ومختلف الوسائل الأخرى لتحقيق الذات. أصبحت المرأة الديموغرافيا المركزية في إطار التمويل الأصغر، وذلك لأنها تعد اجتماعيًا من أكثر السكان ضعفا وخصوصًا في المجتمعات التي تعاني من الفقر والتي تميل إلى إحداث ثورة في العائلة بأكلمها وليس على مستوى الفرد فقط.
مجموعة كبيرة من الأدب الموجود الآن قام بنقد مزايا القروض الصغيرة (كيتنغ، راسموسن، ريشي 2015) والكثيرين يقولون بأن القروض الصغيرة هي فعالة حقًا في إشراك المرأة في الاقتصاد الحر. ومع ذلك يتم تقديم نساء النظام الرأسمالي إلى منظمة صارمة وتُميز بين الجنسين. يبرهن ماهاجان (2005) على أن القروض الصغيرة لا تفعل شيءًا لتعزيز النمو الاقتصادي للدولة ككل وذلك لأسباب عديدة. سوريفيكي (2008) قال أن مثل هذه القروض الصغيرة تخنق الابتكار وتحظر إنتاجية العمل، وبعبارة أخرى -ركود نمو الأعمال التجارية- على مستوى «النطاق الصغير» بدلا من مستوى الأعمال التجارية «الصغيرة». القروض الصغيرة في كثير من الأحيان لديها ببساطة أثر مدمر على الفرد. وجدت الدراسة التي قام بها (جاهيرودن 2011) عن البنغلاديشيين واهبي القروض الصغيرة، أن أفقر رواد الأعمال (أي النساء) يميلون إلى أن يكونوا أكثر عرضة لفشل أعمالهم وزيادة الديون، لأنهم يمتلكون عدد قليل من الموارد كشبكة أمان. وجدت الدراسة نفسها أن رواد الأعمال الذين ساهموا بتفاقم الفقر هم أيضًا من أكثر الناس اعتمادا على القروض الصغيرة. قامت أبحاث متعلقة ببنك الرابطة النسائية بتعقيد الحكاية المذكورة بالأعلى، حيث أظهرت دراسة أجريت عام 1999 بواسطة تشن وسنودجراس أن أعضاء الرابطة الذين يستخدمون برنامج القروض الصغيرة يواجهون زيادة في الدخل، ويمكنهم بسهولة العثور على فرص عمل مجزية. وأظهرت دراسة أخرى قم بها بهات وبهات (2016) أن المرأة المشاركة في البرنامج تحصل أيضًا على المزيد من احترام الذات والثقة لمزاولة العمل. وأحد أسباب هذه التجارب المختلفة يمكن أن يكون بسبب أن الرابطة النسائية توفر كل من الدعم والتوجيه المالي في حين أن برامج القروض الصغيرة الأخرى لا تفعل ذلك. ومع ذلك فإن هذه التجارب الفردية لا تتحدث عن الآثار الاقتصادية الكلية الناتجة عن القروض الصغيرة.
وتشمل الأدوات الاقتصادية الأخرى التي تستخدمها الرابطة النسائية التوجيه في: الادخار، والتأمين، والسكن، والضمان الاجتماعي، والمعاشات، وأساسيات التمويل الشخصي، وتقديم المشورة

### أدوات حكومية
تستخدم الرابطة النسائية نفوذها السياسية الضخمة للتأثير لعدة أسباب مختلفة كونها واحدة من أكبر المنظمات في الهند، حيث يكافحن من أجل إدماج القطاع غير الرسمي في إحصاءات الاقتصاد الوطني والسياسات الاقتصادية، وكذلك توفير الضمانات الاجتماعية لأن أعضاءها لا يملكون أرباب عمل قادرين على توفير التأمين والرعاية الصحية ورعاية الأطفال، الخ.. في الواقع إن النساء اللاتي يعملن في الاقتصاد غير الرسمي غالبًا ما تستهدفهم الشرطة بسبب البيع غير القانوني في الشوارع مما قد يثير قوة غير ضرورية لإنفاذ القانون. تعلم الرابطة النسائية الباعة المتجولين كيفية التقديم بطلب للحصول على تصاريح، والعمل داخل منظومة العدالة. وبالإضافة إلى أن المنظمة النسائية تحمي حقوق أعضائها، فإن المنظمة تمثل دورًا قويًا في مجال حقوق الإنسان لأجل دولة الهند عامةً. عملت الرابطة كقوة حفظ السلام في ذروة التوتر بين المسلمين والهندوس في مطلع القرن ال21، لأنها كانت كجسر بين الديانتين، وأيضًا كجسر بين الطبقات والطوائف.

### البحوث الموجهة نحو العمل
أكاديمية الرابطة النسائية هي الفرع الذي يجري أبحاثا موثوقة حول مجموعة من الموضوعات بدءًا من رعاية الأطفال، لإصلاح الرعاية الصحية والخبرات المهنية، والعديد من القضايا الأخرى ذات أهمية بالنسبة للمنظمة. منهج البحث أيضا متنوع بدءًا من التقييم الذاتي إلى الاستطلاعات، وبذلك يمكن للرابطة تقييم فعالية برامجها وتحديد ما هي القضايا الأكثر إلحاحا للأعضاء، وبما أن الرابطة النسائية منظمة شعبية فإن الباحثين هم أعضاء خاضعين للتدريب على الأبحاث وهذا يوفر لهم بعض المهارات الأخرى ويربط المرأة بالتعليم. النساء في القطاع غير الرسمي مثل: «شبكة العولمة والتنظيم» وهي المجموعة الشقيقة التي شاركت في تأسيسها إيلابان بهات تنتج أبحاثًا واسعة حول النساء العاملات لحسابهن الخاص على الصعيد العالمي. مشبكة العولمة والتنظيم. تقع شبكة العولمة والتنظيم ضمن مركز هاوزر للمنظمات غير الربحية، وهي قسم من كلية كيندي التابع لجامعة هارفد للإدارة الحكومية. وقد تعاونت المنظمة النسائية وشبكة العولمة والتنظيم في كتابة العديد من الدراسات.

### البرامج الإجتماعية
للرد على الصورة النمطية التي تقول أن المرأة أكثر نفعًا في الأعمال المنزلية قامت الرابطة النسائية بجعل الحرف، والمهارات، وقيمة المرأة العاملة واضحة في اقتصاد الهند. وأكثر بكثير من مجرد التأثير على اقتصاد الهند فإن النساء العاملات لحسابهن الخاص يمتلكن أيضًا دورا في نصف المجتمع بالرغم من قلة منافذ البيع التي يمكنهن المشاركة فيها. ولسد هذه الفجوة فإن الرابطة النسائية تعمل كمنصة في المشاركات المدنية في المجتمعات المحلية، وبنفس القدر من الأهمية فإن الرابطة النسائية هي عبارة عن منصة قوية لتشجيع التغيير في النظرة الثقافية في الهند التي تنظر للمرأة بأنها منخفضة القيمة.

### الأهداف
الأهداف الرئيسية للرابطة هي تنظيم النساء العاملات لتحقيق العمالة الكاملة والاعتماد على الذات. وتهدف الرابطة إلى تعميم النساء المهمشات والفقيرات في القطاع غير الرسمي وانتشالهم من الفقر. وقد تفاعلت الرابطة وقدم إليها النصائح من العديد من المؤسسات القانونية مثل مؤسسة هائل سعيد أنعم.

### التوظيف
أسس رينانا جابلا رابطة ماهيلا للإسكان النسائية، ومن ضمن الأمور الأخرى أيضًا أنشأ مدرسة كارميكا لعمال البناء في عام 2003 للمساعدة في تدريب النساء في مهن البناء. شكلت النساء 51 في المئة من العاملين في مهن البناء في الهند في عام 2003، ولكن معظم النساء في مجال صناعة البناء والتشييد كُن عاملات غير محترفات.وفقا لاستطلاع مختص بالخريجين عام 2007 وبعد التدريب في مدرسة كارميكا ذكر الإستطلاع أن 40 في المئة يعملون 21-30 يوما في الشهر، على عكس الـ 26 في المئة الذين ذكرهم التقرير حيث عملوا أيام عمل مقاربة قبل التدريب. أصبح 30 في المئة منهم مساعدين لعمال البناء، و20 في المئة أصبحوا بنائين. هذه الزيادات تأتي في معظمها من مشاريع البناء وخاصة الصغيرة مثل السكن، ولكن كان النجاح ضئيل جدا في وضع النساء في مشاريع البنية التحتية في القطاع العام الأكثر ربحًا. ساعدت جمعية الرابطة النسائية التعاونية للأطفال في «سنجينين» و«شيفيف» أكثر من 400 امرأة للحصول على عمل منتظم كمقدمي رعاية الأطفال.

### الدخل
في عام 1994 بلغ عائد الأعضاء 39 مليون روبية لـ 32794 امرأة (المعدل حوالي 1200 روبية). وبحلول عام 1998، كان متوسط دخل الأعضاء قد ارتفع إلى 304500000 روبية لـ 49398 امرأة (المعدل حوالي 6164روبية). هذه الأرقام مأخوذة من الأرقام الإجمالية بما في ذلك عمال المناطق المدنية والريفية، حيث وقعت معظم هذه الزيادات في المناطق المدنية. الضغط من أجل رفع الأجور في المناطق الريفية كان من أكثر الصعوبات التي واجهتها للرابطة النسائية ويرجع ذلك إلى الفائض في المعروض من العمالة في تلك المناطق مما يضعف الموقف التفاوضي للنساء. إن النساء الماهرات في مهنة البناء يكسبن أجورًا مماثلة لنظرائهن من الرجال. ساعدت رابطة ماهيلا للإسكان النسائية، ومدرسة كارميكا النساء في مهن البناء في الهند للحصول على هذه المهارات. وقد أدى توفير رعاية الطفل إلى زيادة الدخل بنسبة 50٪ في مدينة خيدا ومدينة سارندرنجر.

### الغذاء والتغذية
أدت حملة الرابطة النسائية للأمن الغذائي إلى خلق برامج لتوفير الحبوب الغذائية في ولاية غوجارات. وقد عملت مراكز رعاية الأطفال التي وضعتها الرابطة أثناء الكوارث الطبيعية مثل الفيضانات والجفاف لتوفير المواد الغذائية الضرورية وكذلك غيرها من إمدادات الطوارئ والمساعدة. محافظتي «سارندرنجر وباتان» على وجه الخصوص لديها 25 مركزا لرعاية الأطفال في مجتمعاتهم، والتي كانت قادرة على الاستجابة لحالات الجفاف والأوبئة والأعاصير والفيضانات والزلازل في عام 2001 ليس فقط ما يخص رعاية الأطفال ولكن أيضا مايخص الطعام والماء والمأوى.

### الصحة
بدأت الرابطة النسائية في عام 1984 بتقديم التأمين الصحي، والتي تكلف الأعضاء 85 روبية سنويًا، وأصبحت الرعاية الصحية أيضًا واحدة من أكبر مشاريعها. قدمت الرابطة النسائية منذ عام 1992 تأمين الحياة والتأمين الصحي لأعضائها وأسرهم بما يقارب 100 روبية للشخص الواحد. وفاق عدد الأشخاص 000,130 نسمة في عام 2005.
وجدت الرابطة النسائية أن الفقراء جدًا يستخدمون إمكانات الرعاية الصحية هذه أكثر من الذين هم أقل فقرا وذلك بسبب بعض العوامل التي تشمل المسافة بينهم وبين مقدمي الرعاية الصحية والتسهيلات وطبيعة «التعويض الرجعي» للتأمين الصحي والتي تعني أنه يجب على المرضى أن يدفعوا مقدمًا ثم يطالبون بالتعويض. وتستمر الرابطة النسائية في دراسة مسألة كيفية توفير هذه الإمكانات للجميع. لدى الرابطة النسائية أيضا برامج لتحسين نوعية المياه من خلال تدريب بعض أعضائها لإصلاح مضخات الآبار وحملة لخزانات المياه الجوفية في المناطق المعرضة للجفاف.

### رعاية الطفل
أجريت دراسات في مناطق خيدا وسارندرنجر قبل عام 2006 حيث حصلت النساء الفقيرات اللاتي يتمتعن بإمكانات رعاية الطفل على أكثر من نسبة 50 في المئة. تشجع منظمة رعاية الأطفال المجتمع بأكمله أيضا للذهاب إلى المدرسة من خلال تحسين وجهة النظر حول قيمة التعليم، فضلا عن تحرير الأشقاء الأكبر سنا من مسؤولية رعاية الأطفال، والسماح لهم بمواصلة تعليمهم. تزيل الرابطة النسائية الحواجز الاجتماعية من خلال المساعدة على التخفيف من التمييز بين الطبقات وجعل الأطفال من جميع الطبقات يتعلمون ويلعبون معًا، كما أنها تساعد على التخفيف من حدة الفقر من خلال السماح للأمهات بالعمل والمزيد من الكسب. لدى الرابطة النسائية جمعيات لرعاية الأطفال في «سانجيني» و «شايشاف»

### الإسكان
اعتبارا من عام 1989، امتلك بنك الرابطة النسائية 11000 عضوًا. وكانت نحو 40 في المئة من القروض من أجل شراء أو تحسين المساكن. كان هناك شرط واحد للمقترض وهو شراء أسهم في البنك بقيمة 5٪ من القرض. ومع ذلك فإن معظم الأسر ذات الدخل المنخفض كانت غير مؤهلة للحصول على قروض من البنك ووجب البحث عن خيارات أخرى.
أيضا، دفعت الرابطة النسائية النساء لوضع أسمائهم على عناوين الملكية، من أجل تحسين حقوق المرأة في الملكية.

### الممتلكات والأصول
أُنشئ بنك الرابطة النسائية لمساعدة النساء العاملات لحسابهن الخاص في الحصول على الموارد المالية، حيث بدأ بما يقارب الـ 4000 امرأة حيث ساهمن بمقدار 10 روبية. يشجع البنك الإدخار وتأقلم مع الطريقة المصرفية التقليدية لمساعدة معظم الأعضاء الأميين، مثل إصدار بطاقات الهوية مع الصور وبصمات الأصابع وذلك لأن العديد من النساء لا يمكنهن أن يوقعن بأسمائهن، وكذلك معهد «البنوك المتنقلة» الذي يزور المناطق الريفية والأحياء الفقيرة من أجل توفير الخدمات المصرفية، نظرا لأنه من الصعب على المرأة أن تأتي إلى البنك. نما البنك من 6631 عضوًا في عام 1975 إلى 20657 في عام 1997 وبالنسبة لرأس المال العامل فقد نما من 1660431 إلى 167331000. شكل بنك الرابطة النسائية مجموعات الادخار والائتمان في عام 1990 حيث بدأوا بإقراض المرأة الريفية وتشجيع هؤلاء النساء لإدراج أسمائهم على صكوك الملكية للأراضي التي تم شراؤها.

### القوة التنظيمية للعمال
جمعية سارندرنجر التعاونية لرعاية الطفل والتي تدار محليًا ألهمتهم في إنشاء «مونديال المرأة والتنمية للطفولة», وهو يتألف من أكثر من 20,000 امرأة، ويقدم خدمات مثل التمويل ودعم العمالة، وخدمات الإسكان، وكذلك رعاية الأطفال. نما عدد أعضاء الرابطة في أحمد أباد إلى 000,55 عامل في عام 1995، ويفوق العدد بكثير عدد أعضاء جمعية أعمال الغزل والنسيج وهي الجمعية الأصلية والأم للرابطة النسائية في تلك المدينة. كانت نساء الرابطة النسائية قادرات على إدلاء أصواتهن في الحكومة التي لم تكن تستمع لهن بشكل فردي، وكُن قادرات على تجميع مبالغ صغيرة من المال لتشكيل بنك الرابطة النسائية، وأيضًا قادرات على لفت انتباه القطاع الاقتصادي غير المنظم. إن هؤلاء كُن يعملن لحسابهن الخاص أو عمالات مؤقتات ودون صاحب عمل واضح.

### قيادة العمال
في استطلاع لخريجي مدرسة «كارميكا» عام 2007, كان 68 في المئة من العاملين قد اكتسبوا مزيدا من الثقة في عملهم ومكانة أعلى داخل أسرهم. ألهمت منظمة الرابطة النسائية وقادتها بشكل مباشر أو غير مباشر المنظمات الأخرى في الهند وأيضًا في بلدان أخرى وفي جميع أنحاء العالم، بما في ذلك المرأة في القطاع غير الرسمي، والتي تعني عولمة واتحاد النساء العلاملات لحسابهن الخاص في الرابطة النسائية. زادت برامج الرابطة النسائية ونماذجها من مشاركة المرأة في شؤون المجتمع، وكذلك الحد من العنف الأسري وارتفاع شعورهم بتمكين الذات عمومًا. اعتُرف بالرابطة النسائية كنقابة مركزية في عام 2009. ساعدت الرابطة النسائية في تمرير قانون في الهند في القطاع غير المنظم والذي يزود ببعض الرعاية والضمان الاجتماعي للعاملين غير التقليديين، ولقد استمروا في العمل للحصول على حصة أفضل من الضمان الاجتماعي وحقوق معايير العمل التي يتمتع بها الموظفون التقليديون.
الاعتماد على الذات
ذُكر في مقابلات شخصية في يوليو عام 1998 أن النساء اللاتي عملن في مجتمعات الرابطة النسائية شعرن بمزيد من الثقة واكتسبن المزيد من احترام الرجال، وكذلك أدرن بعض الأعمال التعاونية، وفي حالة واحدة في قرية «بولدانا» كانت النساء أفضل من الرجال الذين أداروا نفس الأعمال، ولكنهم كانوا يعملون بوجود خسارة. ساعدت الرابطة النسائية في تحويلها إلى إدارة نسائية، ولكن رجال القرية طردوا النساء قسرًا، وسرعان ما أدى الفساد إلى خسائر كبيرة مرة أخرى، وتدخلت النساء والرابطة النسائية بهذا الشأن.

### الإلمام بالقراءة والكتابة
العديد من أعضاء الرابطة هم من الأميين، وهذا يؤدي إلى مشاكل في فهم القوانين وممارسة الأعمال التجارية والحياة اليومية. أضاف عضو مجهول من الرابطة النسائية «لا يمكننا قراءة أرقام الحافلات، وغالبا ما نفقد حافلاتنا». بدأت الرابطة النسائية في عام 1992 في تقديم دروس محو الأمية في مايو عام 1992 بمبلغ 5 روبية في الشهر.